# Ladislav Jakubec
Ladislav Jakubec (* 26. října 1968) je bývalý slovenský fotbalista, obránce.

## Fotbalová kariéra
V československé lize hrál za Inter Bratislava. Nastoupil ve 12 ligových utkáních. V Poháru UEFA nastoupil ve 2 utkáních. V 1. kostarické fotbalové lize hrál za LD Alajuelense.

## Ligová bilance
| Ročník                                   | Zápasy | Góly | Klub             |
| ---------------------------------------- | ------ | ---- | ---------------- |
| 1. československá fotbalová liga 1989/90 | 8      | 0    | Inter Bratislava |
| 1. československá fotbalová liga 1990/91 | 4      | 0    | Inter Bratislava |
| 1. kostarická fotbalová liga 1990/91     | -      | -    | LD Alajuelense   |
| CELKEM                                   | -      | -    |                  |